# Fidèle Moungar
Fidèle Moungar, född 1948, var regeringschef i Tchad 7 april- 6 november 1993.